# Faverolles-et-Coëmy
Faverolles-et-Coëmy ist eine französische Gemeinde mit 597 Einwohnern (Stand: 1. Januar 2022) im Département Marne in der Region Grand Est (vor 2016: Champagne-Ardenne). Sie gehört zum Arrondissement Reims und zum Kanton Fismes-Montagne de Reims.

## Geographie
Faverolles-et-Coëmy liegt etwa 17 Kilometer westsüdwestlich von Reims an der Ardre. Umgeben wird Faverolles-et-Coëmy von den Nachbargemeinden Savigny-sur-Ardres im Norden, Treslon im Osten und Nordosten, Tramery im Süden und Südosten, Lhéry im Süden und Südwesten sowie Serzy-et-Prin im Westen und Nordwesten.

## Bevölkerungsentwicklung
| Jahr                       | 1962 | 1968 | 1975 | 1982 | 1990 | 1999 | 2006 | 2018 |
| Einwohner                  | 268  | 259  | 297  | 358  | 365  | 459  | 494  | 570  |
| Quellen: Cassini und INSEE |      |      |      |      |      |      |      |      |

## Sehenswürdigkeiten
- Kirche Saint-Hippolyte aus dem 12. Jahrhundert

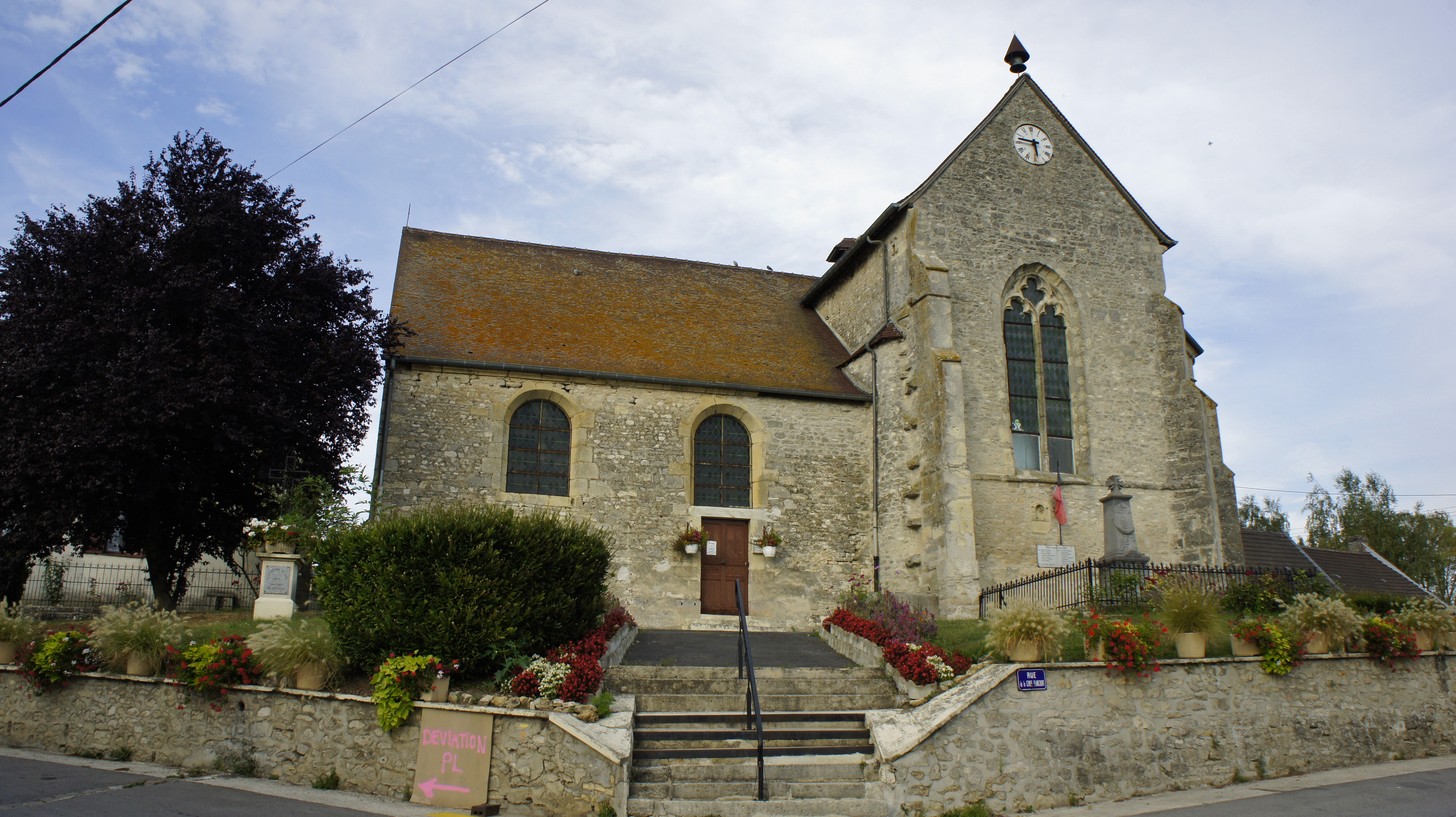
Kirche Saint-Hippolyte

- Bauernmuseum